# 101 Dalmatinere
| Portal | Portal:Disney |

 For alternative betydninger, se 101 Dalmatinere (flertydig). (Se også artikler, som begynder med 101 Dalmatinere)
101 Dalmatinere: Hund og Hund i mellem (ofte forkortet til 101 Dalmatinere) er en amerikansk tegnefilm fra 1961, som er animeret af Walt Disney Productions og baseret på bogen The Hundred and One Dalmatians fra 1956 af Dodie Smith og filmen er skabt og produceret af Walt Disney og blev vist i biograferne første gang den 25. januar 1961 af Buena Vista Distribution. En direkte-til-video efterfølger 101 Dalmatians II: Patch's London Adventure udkom i 2003.

## Plot
Dalmatineren Pongo bor i London i en ungkarlelejlighed med sin ejer Robert Radcliffe, der er sangskriver. Da ungkarlelivet keder Pongo, beslutter hunden at finde sin ejer og sig selv en kæreste. Pongo sidder og kigger ud af vinduet og ser flere forskellige par, men ingen passer, inden han får øje på Anita, der går tur med sin dalmatiner, Perle. Pongo får hurtigt Robert slæbt ud af lejligheden og ned til parken. Pongo forårsager et uheld, der gør at både Anita og Robert falder i en dam, men uheldet gør godt og de forelsker sig. Både mennesker og hunde bliver gift.
Senere, føder Perle 15 hvalpe. En af hvalpene er tæt på at dø, men det lykkedes Robert at varme den til live igen. Samme nat får den lille familie besøg af Cruella De Vil, en velhavende dame, der har gået i skole med Anita. Hun tilbyder et stort beløb for hvalpene, men Robert står fast og siger, at hvalpene ikke er til salg. Flere uger senere, ansætter Cruella de to tyve Jesper og Harry til at kidnappe hvalpene. Da "Scotland Yard" ikke er i stand til at bevise at Cruella har stjålet hvalpene, bruger Pongo og Perle, hundesladderlinjen til at få hjælp fra andre hunde i England.
Langt ude på landet, finder Obersten, en gammel fårehund og den stribede kat Sergent Tips, hvalpene på godset Helvedes Hus, med mange andre dalmatinerhvalpe, som Cruella har købt eller stjålet fra butikker. Tips finder ud af at hvalpene skal bruges til at lave pelsfrakker og denne besked ryger tilbage til Pongo og Perle i London. Pongo og Perle når frem lige inden Jesper og Harry dræber hvalpene og mens Pongo og Perle angriber Harry og Jesper, hjælper Obersten og Tips hvalpene ud fra huset.
Efter en lykkelige genforening med deres egne hvalpe, ser Pongo at de har 84 ekstra hvalpe med. Forfærdet over Cruellas planer, beslutter de at tage alle hvalpene med sig. Hundene begynder på deres vej tilbage til London, hjulpet af andre dyr på vejen og med tyvene og Cruella i hælene. I en by, dækker de sig til med sod, så de i stedet ligner labrador retrievers, de ender så i en flyttevogn på vej mod London. Mens vognen bliver klar til afgang, begynder det at sne, hvilket gør at soden bliver vasket væk. Cruella forfølger vognen og da Jesper og Harry prøver at hjælpe hende, ender det med en kollision, der gør at både Cruellas bil og tyvenes varevogn ender nede i den dybe sne i en grøft.
Tilbage i London, forsøger Anita og Robert at fejre jul og Roberts første store hit, en sang om Cruella, men de savner deres hunde. Pludselig hører de en gøen udenfor og da Nanny åbner døren, vrimler det ind med hunde. Efter at have tørret soden væk, genkender Anita og Robert hundene. De beslutter at bruge pengene fra Roberts sang til at købe et kæmpe hus på landet, hvor alle 101 dalmatinere kan bo.

## Stemmer
| Rolle          | Originale stemmer                                       | Danske stemmer                                                     |
| -------------- | ------------------------------------------------------- | ------------------------------------------------------------------ |
| Pongo          | Rod Taylor                                              | Preben Uglebjerg                                                   |
| Perle          | Cate Bauer                                              | Lis Løwert                                                         |
| Robert         | Ben Wright, Bill Lee (sang)                             | Ebbe Langberg                                                      |
| Anita          | Lisa Davis                                              | Jytte Grathwohl                                                    |
| Cruella De Vil | Betty Lou Gerson                                        | Berthe Qvistgaard                                                  |
| Jesper         | J. Pat O'Malley                                         | Ole Monty                                                          |
| Harry          | Frederik Worlock                                        | Elith Foss                                                         |
| Nanny          | Martha Wentworth                                        | Kirsten Rolffes                                                    |
| Obersten       | J. Pat O'Malley                                         | Johannes Meyer                                                     |
| Sergent Tips   | David Frankham                                          | Paul Hagen                                                         |
| Danny          | George Pelling                                          | Aage Winther-Jørgensen                                             |
| Kaptajnen      | Thurl Ravenscroft                                       | Bjørn Spiro                                                        |
| Trofast        | Tudor Owen                                              | Karl Stegger                                                       |
| Hvalpene       | Mickey Maga, Barbara Beaird, Mimi Gibson, Sandra Abbott | Lone Christiansen, Tommy Kenter, Jan Priiskorn Schmidt, Eva Nystad |

## Awards
BAFTA Awards
- 1962: Vandt: "Best Animated Film"